# تفجيرات مقديشو 2018
تفجيرات مقديشو 2018 عبارة عن انفجار ثلاث سيارات مفخّخة ذات طابع إرهابي، في 9 نوفمبر 2018 وقعت أمام فندق في العاصمة الصومالية مقديشو.